# آفردن
آفردن (به هلندی: Afferden) یک منطقهٔ مسکونی در هلند است که در دروتن واقع شده‌است. آفردن ۱٬۶۴۰ نفر جمعیت دارد.